# Michaił Noryszew
Michaił Matwiejewicz Noryszew (ros. Михаил Матвеевич Норышев, ur. 25 stycznia?/7 lutego 1910 we wsi Atamanowo w powiecie omskim w obwodzie akmolińskim, zm. 10 lutego 1945 k. Wolsztyna) – radziecki żołnierz, czerwonoarmista, uhonorowany pośmiertnie tytułem Bohatera Związku Radzieckiego (1945).

## Życiorys
Urodził się w mordwińskiej rodzinie chłopskiej. Od 1911 mieszkał z rodziną w guberni jenisejskiej, od wczesnego dzieciństwa pracował na roli, później został brygadzistą i rachmistrzem w kołchozie i buchalterem w rejonowym oddziale rolnym. W sierpniu 1941 został powołany do Armii Czerwonej, od grudnia 1941 uczestniczył w wojnie z Niemcami w składzie 133 batalionu 222 Dywizji Piechoty w 16 i potem 50 Armii na Froncie Zachodnim, walczył w bitwie pod Moskwą. Później został skierowany na Front Północno-Kaukaski, w składzie którego, a później w składzie Samodzielnej Armii Nadmorskiej walczył na przyczółku kerczeńskim i brał udział w operacji krymskiej. Później walczył w składzie 1133 pułku piechoty 339 Dywizji Piechoty 16 Korpusu Piechoty 33 Armii 1 Frontu Białoruskiego, biorąc udział w operacji wiślańsko-odrzańskiej, w tym w forsowaniu Wisły i walkach na przyczółku puławskim, później w walkach w rejonie Wolsztyna, gdzie zginął. Został pochowany w Wolsztynie. Jego imieniem nazwano szkołę we wsi Suchowo w rejonie tasiejewskim w Kraju Krasnojarskim.

## Odznaczenia
- Złota Gwiazda Bohatera Związku Radzieckiego (pośmiertnie, 27 lutego 1945)
- Order Lenina (pośmiertnie, 27 lutego 1945)
- Medal „Za Odwagę” (12 stycznia 1945)
- Medal „Za zasługi bojowe” (8 września 1942)